# Războiul iberico-armean
Războiul dintre regatele Iberiei și Armeniei (50-54 d.Hr.) este cunoscut în principal prin descrierea sa în Analele lui Tacitus.

Războiul a avut loc într-un context în care exista un echilibru fragil de putere între Imperiul Roman și Imperiul Part în Caucaz. Roma era atunci condusă de Claudius, iar Partia de Vologases I. Regatele caucaziene erau guvernate de doi frați iberieni: Pharasmanes I în Iberia și Mithridates în Armenia. Ambii depindeau de sprijinul Romei, care îl instalase pe Mithridates pe tronul Armeniei în anul 35 d.Hr. Cu toate acestea, după 15 ani, încrederea dintre frați s-a deteriorat, lucru pe care Tacitus îl atribuie intrigilor lui Rhadamistus, fiul lui Pharasmanes.
Temându-se de o uzurpare din partea lui Rhadamistus, tatăl său l-a convins să pornească război împotriva unchiului său și să revendice tronul Armeniei pentru sine. Iberienii au invadat cu o armată numeroasă, iar Rhadamistus a înconjurat și a început asediul împotriva lui Mithridates la fortăreața Gorneas (Garni), care era garnizonată de romani sub comanda prefectului Caelius Pollio și a centurionului Casperius. Rhadamistus a cucerit fortăreața prin asalt. Mithridates a părăsit fortăreața pentru a încheia pace cu Rhadamistus. Cu toate acestea, Rhadamistus l-a executat pe Mithridates și pe fiii săi, în ciuda unei promisiuni de nonviolență, și a devenit rege al Armeniei. Despre această uzurpare, Tacitus a scris: „Rhadamistus ar putea să-și păstreze câștigurile nelegiuite atâta timp cât era urât și infam, căci acest lucru era mai în interesul Romei decât dacă ar fi reușit cu glorie.”
Confruntat cu această perturbare a echilibrului regional și considerând evenimentul drept o uzurpare nelegitimă, Vologases I al Partiei a invadat Armenia în anul 52 d.Hr. pentru a-l proclama pe fratele său Tiridates rege al Armeniei. Iberienii nu au oferit luptă și s-au retras din unele orașe armene, inclusiv Artaxata, permițând astfel parților să le captureze fără rezistență. Conflictul a durat doi ani, până când iarna, ciuma și lipsa proviziilor l-au forțat pe Tiridates să se retragă din Armenia, ceea ce i-a permis lui Rhadamistus să revină cu o armată întărită și să-și reafirme dominația.
Cu toate acestea, în cele din urmă, a fost detronat din cauza caracterului său opresiv și a pedepsirii populației pentru ceea ce el considera a fi trădare, deoarece aceasta le permisese parților să intre în orașele lor fără opoziție. Nobilii armeni s-au răsculat în cele din urmă în anul 55 d.Hr. și au încercat să-l captureze pe Rhadamistus în palatul său, însă acesta a reușit să fugă împreună cu soția sa, Zenobia. În același an, Tiridates s-a întors și a fost proclamat rege al Armeniei.
Cu toate acestea, dominația partă asupra Armeniei era inacceptabilă pentru Roma, iar la scurt timp disputa a escaladat în războiul romano-part din anii 58-63 d.Hr.